# Carlo Brunetti
Pour les articles homonymes, voir Brunetti.
Carlo Brunetti, né le 3 juillet 1943 à Rome, est un coureur cycliste italien, professionnel entre 1967 et 1975.

## Palmarès sur route
- 1966
  - Trofeo Salvatore Morucci
  - Coppa Città di Montelibretti
  - Gran Premio Calzifici e Calzaturifici Stabbiesi
  - 1rea étape du Tour de l'Avenir (contre-la-montre par équipes)

## Résultats sur les grands tours

### Tour d'Italie
4 participations
- 1968 : abandon
- 1969 : abandon (16e étape)
- 1973 : 52e
- 1974 : abandon

## Palmarès sur piste
- 1975
  - 3e du championnat d'Italie de demi-fond